# Nylands landskapsvapen

Såväl det moderna landskapet Nyland som det historiska landskapet med samma namn bär detta vapen.

Nylands landskapsvapen är det heraldiska vapnet för det finländska landskapet Nyland. Det framställer en gyllene båt mellan två silverströmmar i blått fält. Skölden kröns av en grevekrona.
Vapnet fastställdes för det historiska landskapet Nyland inför Gustav Vasas begravning 1560. Samma vapen användes av Nylands län 1831-1997. När de moderna landskapen skapades på 1990-talet övertogs vapnet oförändrat av det nya landskapet med samma namn, trots att det då bara utgjorde en del av det historiska landskapet. Östra Nyland, som var ett eget landskap 1998-2010, använde ett eget nyskapat vapen. De båda nyländska landskap slogs ihop igen 2011. 
Vapnets blasonering finns på Finlands båda officiella språk, på svenska: I blått fält en med roder försedd båt av guld mellan två medelst vågskuror bildade bjälkar av silver. Skölden krönes med grevskapets krona, och på finska: Sinisessä kentässä kaksi aaltokoroista hopeahirttä ja niiden välissä peräsimellä varustettu kultainen vene. Kruunu: kreivikunnan kruunu.

## Galleri

Östra Nylands landskapsvapen 1998-2010
Nylands vapen med grevekrona.
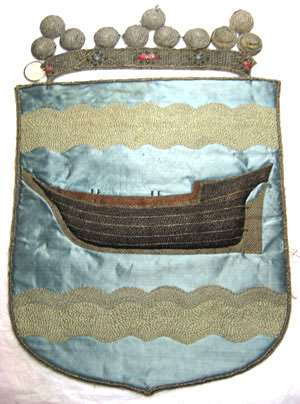
Nylands vapen, broderat för hästtäcke buret vid Karl X Gustavs begravning den 4 november 1660.
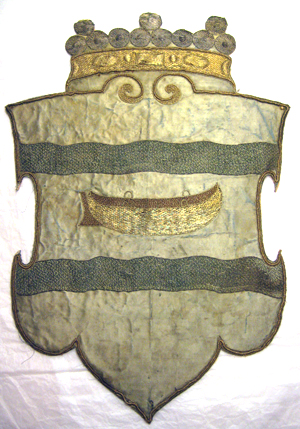
Nylands vapen broderat för hästtäcke från 1633-34.